# Nick Powell
Nicholas „Nick“ Edward Powell (* 23. März 1994 in Crewe) ist ein englischer Fußballspieler auf der Position eines Mittelfeldspielers, der auch als Stürmer eingesetzt werden kann. Seit 2023 steht er beim englischen Viertligisten Stockport County unter Vertrag.

## Karriere

### Karriere bei Crewe Alexandra
Seine aktive Karriere als Fußballspieler begann der in Cheshire geborene Powell im Nachwuchsbereich seines Heimatvereins Crewe Alexandra. Dort spielte er bereits im Alter von 15 Jahren in der U-18-Mannschaft des Klubs. Sein Liga- und damit auch Profidebüt gab Powell am 14. August 2010, als er bei der 2:3-Auswärtsniederlage gegen Cheltenham Town eingewechselt wurde.

### Wechsel zu Manchester Utd.
Zur Saison 2012/13 wechselte Powell zu Manchester United. Er unterschrieb einen Vierjahresvertrag.
Dort absolvierte er am 15. September 2012 im Heimspiel gegen Wigan Athletic sein Pflichtspieldebüt und erzielte dabei sein erstes Tor für Manchester United, als er in der 82. Spielminute zum 4:0-Endstand traf. Am 2. September 2013 wurde er bis zum Saisonende in die Football League Championship an Wigan Athletic ausgeliehen. Am 1. September 2014 wechselte er bis zum Ende der Saison 2014/15 auf Leihbasis zum Aufsteiger Leicester City. Nach drei Einsätzen wurde das Leihgeschäft zum Jahresende vorzeitig beendet.
Am 1. Februar 2016 wurde Powell bis zum Ende der Saison 2015/16 in die Football League Championship zu Hull City verliehen.

### Englische Nachwuchsauswahlen
Powell spielte 2009 für die englische U-16-Nationalmannschaft beim Gewinn des Victory Shields. Mit der U17 erreichte er bei der U-17-Europameisterschaft 2011 das Halbfinale. Für das englische U21-Nationalteam bestritt er 2012 und 2013 jeweils eine Partie, für die Endrunde der U-21-EM 2013 fand er keine Berücksichtigung.